# Общество времён года
Общество времён года (фр. La société des saisons) — тайная революционная республиканская организация, действовавшая в Париже в 1837—1839. Была основана О. Бланки, А. Барбесом и М. Бернаром с целью ликвидации режима Июльской монархии и установления республики. По сравнению с другими тайными обществами начала 30-х гг. отстаивало более последовательно эгалитарно-революционные идеи. Строилось на основе строгой конспирации. В 1839 году в Общество входило около 1500 членов, главным образом рабочих и ремесленников. Заговорщическая тактика привела «Общество времён года» к разгрому после восстания 12—13 мая 1839 года.
Основанное в 1837 году Бланки, Барбесом и Бернаром Общество времен года было разделено на ячейки-«недели», в которые входили шесть человек и руководитель. Четыре недели образовывали «месяц» из «28 дней» (с учётом 28 членов и руководителя). Три «месяца» составляли «время года», а четыре «времена года» составляли «год».
12 мая 1839 года «Общество времён года» подняло восстание, направленное на свержение режима Июльской монархии и установление социальной республики. Фактически это была попытка государственного переворота, но плохо подготовленная. Начав действовать в два часа дня, члены общества спровоцировали восстание на улицах Сен-Дени и улице Сен-Мартен, пытаясь захватить штаб-квартиру полиции и парижскую мэрию. Повстанцам не удалось достичь своих целей или запустить революционный процесс. Подготовленная в условиях строжайшей секретности операция не имела народной поддержки, тем более что в ратуше Барбес выступил с прокламацией, неоякобинская фразеология которой напугала умеренных. В ходе боёв среди повстанцев было 77 убитых и не менее 51 раненых, среди солдат — 28 убитых и 62 раненых. Раненый Барбес был арестован в тот же день, а Бернар — несколько дней спустя. Бланки удалось бежать (позже был арестован и предстал перед судом в 1840 году).
В последующие дни было произведено 692 ареста. Всего на рассмотрении Суда пэров будет представлено более 750 дел обвиняемых, приговорённых к различным срокам заключения. Руководителям Общества смертная казнь была заменена на заключение.
Позже в заметке Фридриха Энгельса в работе Карла Маркса «Классовая борьба во Франции» будет сказано: «12 мая 1839 года тайные рабочие общества, дисциплинированные Барбесом и Бланки (Общество семей, Общество времен года), спровоцировали восстание, которое немедленно захлебнулась кровью и привело к тюремному заключению его зачинщиков».